# Ефік
Ефі́к — народ на півдні Нігерії.

## Територія проживання, мова і релігія
Часто розглядається як субетнічна група в складі народу ібібіо.
Населяють територію від нижньої течії річки Крос (штат Крос-Ривер) до прикордонних районів Камеруну.
Чисельність — 500 тис. осіб.
Розмовляють одним з діалектів мови ібібіо, що став літературною мовою.
Додержуються традиційних вірувань (культ предків і сил природи), частина ефік — християни.

## Господарство і культура
Ефік займаються землеробством (ямс, маніок), торгівлею, риболовством.
Розвинуті ремесла — різьбярство на дереві, чеканка, вишивання бісером.
Головне місто ефік — Калабар, впродовж довгого періоду лишався величезним осередком работоргівлі у Гвінейській затоці.
Основа соціальної організації — сільська община. Велику роль відіграють релігійні таємні союзи.
У ефік розвинутий танцювальний (діють традиційні танцювальні, окремо чоловічі і жіночі, спілки, напр. Ебанг, Екпо, Еконґ тощо) і усний фольклор (казки і перекази).